# Synagoga w Poniewieżu
Synagoga w Poniewieżu – zabytkowa bóżnica żydowska znajdująca się w Poniewieżu, położona obok budynku dawnej jesziwy zaadaptowanego na piekarnię. 
Synagoga jest małym parterowym budynkiem wzniesionym na planie prostokąta, murowanym, nakrytym dwuspadowym dachem. Po 1945 zamknięta i przebudowana (m.in. zamurowano arkady w oknach).